# Marc Pourpe
Marc Marie Edmond Armand Pourpe, né le 17 mai 1887 à Lorient et mort le 2 décembre 1914 à Villers-Bretonneux, est un pilote qui fait partie des pionniers de l'aviation française.
Il est le fils de Liane de Pougy.

## Biographie

### Naissance et études
Marc Pourpe, né le 17 mai 1887 à Lorient, est le fils de Marie Chassaigne, la future courtisane Liane de Pougy et de l'enseigne de vaisseau Armand Pourpe, lequel décède de tuberculose en 1892.
Il grandit à Suez avec ses grands-parents paternels avant de retrouver sa mère au début de l'adolescence. Il suit alors celle-ci au travers l'Europe, mais n'a probablement jamais été élève à Harrow, contrairement à ce qu'il a dit.
Revenu en France en 1904 pour reprendre sa scolarité au collège Chaptal de Paris, il l'arrête après quelques mois. Il quitte alors sa mère et vit de divers métiers.
Il apprend la mécanique dans un atelier automobile et en 1909, il accompagne l'aviateur anglais Colin Defries en Australie, pour régler et présenter l'avion Wright Flyer III aux spectateurs. Contrairement à une idée souvent avancée, il ne vole jamais en Australie et n'y apprend pas le pilotage.
De  retour en France à l'été 1910, il apprend à piloter à Antibes sur Blériot-Anzani et en 1911, il passe son brevet de pilote (no 560) sur Blériot-Gnome, avant de se lancer dans une tournée de meetings dans le nord de la France.

### La double traversée de la Manche
Le 27 aout 1911, il effectue la double traversée de la Manche, Boulogne-sur-Mer/Douvres, puis le lendemain Douvres/Folkestone et retour à Boulogne sans assistance marine. C'est aussi le premier transport de courriers trans-manche (il porte trois courriers), ce qui lui vaut une certaine renommée. Il fait ensuite des démonstrations publiques dans la région Nord, notamment à Roubaix.

### Participation à la Coupe Pommery
En 1912, après avoir retrouvé ses amis, les frères Verminck, il tente d'emporter la prestigieuse coupe Pommery, depuis Étampes jusqu'à Berlin, mais doit abandonner à Liège dans la tempête..

### Vols en extrême Orient
Peu après, il part pour l’Extrême-Orient avec Georges Verminck, et organise des meetings aux Indes anglaises, au Cambodge, en Indochine française. Il réalise notamment les liaisons Phnom Penh-Saigon et Lạng Sơn-Hanoï. À Saïgon, Raoul Gervais Lufbery (le futur grand as de l'escadrille La Fayette pendant la guerre) devient son mécanicien. Après la mort accidentelle de Vermink, il reste en Indochine et effectue encore de nombreux vols à la demande des autorités coloniales.

### Le raid Le Caire / Khartoum
En 1914, Marc Pourpe, accompagné de Lufbery, remonte le Nil depuis Héliopolis (Le Caire) jusqu'à Khartoum (Soudan) puis effectue le vol retour. Il parcourt ainsi plus de 4 500 kilomètres au-dessus de régions désertiques. Cette nouvelle liaison postale a un grand retentissement dans la presse internationale.

### La guerre de 1914-1918
À la déclaration de guerre, Marc Pourpe est mobilisé dans l'aviation militaire. Il rejoint l'escadrille MS 23, une unité de reconnaissance à longue distance constituée d'avions Morane-Saulnier ("MS"), en même temps que ses amis Roland Garros et Eugène Gilbert, et toujours avec Lufbery comme mécanicien.

### Sa mort
Le 2 décembre 1914, dans la Somme, en raison d'une mauvaise météo, son appareil s'écrase au retour d'un vol de reconnaissance au-dessus des lignes ennemies avec le lieutenant Vauglin. Il meurt sur le coup. Ainsi disparaît à 27 ans, l'un des sportifs français les plus populaires de son époque.
Après la guerre, à la demande de sa mère, son corps a été transféré au cimetière de Carnel à Lorient (Morbihan). Sa tombe est aujourd'hui entretenue par la mairie de Lorient.

## Sa mémoire
Une rue et un stade de Lorient portent son nom. Sa tombe, laissée à l'abandon, a été classée monument historique en 2015 afin que la municipalité puisse l'entretenir.